# Elecciones presidenciales de Colombia de 2010
La elección presidencial de Colombia de 2010 para el período 2010-2014 se efectuó el domingo 30 de mayo de 2010 (con posterioridad a las elecciones de senadores y representantes) y su proceso de escrutinio terminó oficialmente el 8 de junio de 2010. Sin embargo, los resultados de dicho escrutinio mostraron que matemáticamente, ningún candidato alcanzó la mayoría absoluta de los votos por lo que se llevó a cabo una segunda vuelta el día domingo 20 de junio, la cual dio como vencedor al candidato Juan Manuel Santos, quien fue elegido presidente por el número de votantes más alto y sin precedentes en la historia de la democracia colombiana.
Una de las principales expectativas que hubo durante este proceso fue la posibilidad de que el presidente Álvaro Uribe pudiese aspirar a un nuevo mandato por tercera vez consecutiva. Sin embargo, tales presunciones acabaron el día 26 de febrero de 2010, cuando la Corte Constitucional de Colombia declaró la inexequibilidad del llamado referendo reeleccionista por irregularidades durante el trámite, proyecto que modificaría la constitución para permitir la hipotética elección por tercera vez del jefe de Estado en curso.
Se estimó que aproximadamente 3.800.000 de nuevos votantes jóvenes entre 18 y 23 años votarían por primera vez. Esta nueva generación de votantes utilizaron Internet como herramienta para expresar o difundir sus preferencias políticas, en especial redes sociales populares como Facebook y Twitter.

## Antecedentes

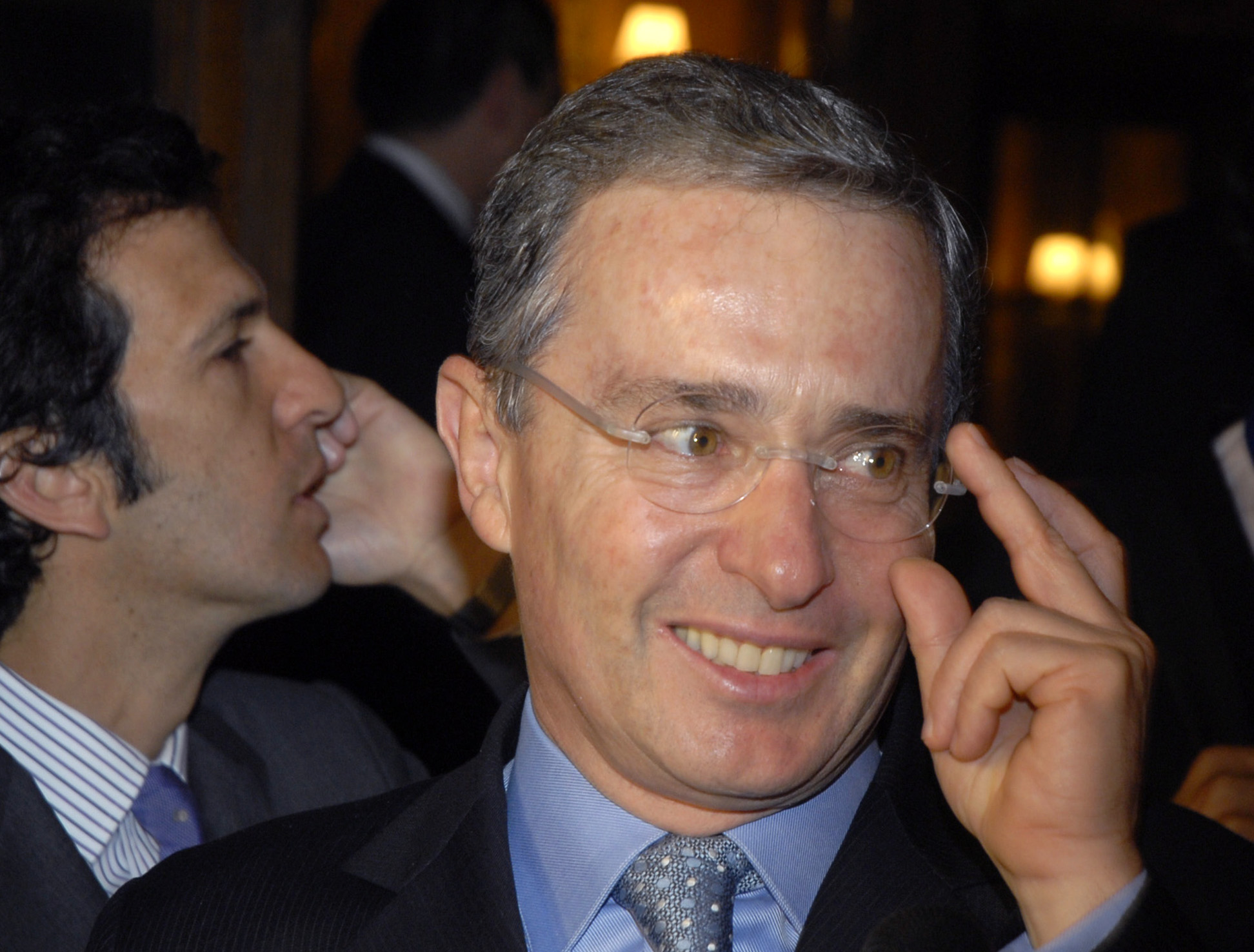
Álvaro Uribe, cuyo mandato presidencial terminó en agosto de 2010.

### Referendo reeleccionista
Desde que el expresidente Álvaro Uribe Vélez fue elegido para un segundo periodo presidencial, desde algunos sectores del uribismo se planteó la idea de buscar los mecanismos constitucionales que le permitieran a Uribe aspirar a un tercer mandato. El primer promotor de esta iniciativa fue el entonces senador conservador Ciro Ramírez, que presentó ese proyecto a principios de 2007.
En septiembre de ese mismo año, el Partido de la U en cabeza de su congresista Luis Guillermo Giraldo promovió un proyecto para convocar a un referendo que decidiera la posibilidad de elegir al presidente Álvaro Uribe Vélez para el periodo 2010-2014. Para tal fin, se emprendió durante 2008 una campaña en la que se recogieron 5 millones de firmas de ciudadanos, de las cuales la Registraduría Nacional avaló 3 900 000.
Recogidas las firmas y avaladas por la Registraduría, entre agosto de 2008 y agosto de 2009 las dos cámaras del Congreso tramitaron el proyecto de convocatoria del referendo. Durante ese periodo se dieron a conocer una serie de irregularidades en el proceso de recolección de firmas, tales como la redacción confusa de la pregunta que sólo le permitía a Álvaro Uribe aspirar a su reelección en 2014, la violación de los topes de financiación autorizados por la ley o la participación de la empresa Transval (propiedad del extraditado David Murcia Guzmán) en el traslado de las firmas. A pesar de las dudas, el Congreso de la República aprobó un proyecto de referendo para hacerse efectivo en las elecciones presidenciales de 2010.
De acuerdo con el trámite constitucional, Alejandro Ordóñez, procurador general de la Nación, dio un concepto favorable a la iniciativa y solicitó a la Corte Constitucional declararla exequible en enero de 2010. Sin embargo, el 26 de febrero de 2010 la Corte Constitucional, con siete votos a favor y dos en contra, declaró inexequible el referendo, al aceptar la ponencia del magistrado Humberto Sierra Porto según la cual el proyecto tenía cinco vicios de proceso y competencia.
Adicionalmente, estas irregularidades condujeron a una investigación por parte del Consejo Nacional Electoral, el cual el 4 de marzo declaró sin validez el proceso de recolección de firmas. Por los mismos hechos, en la actualidad la Fiscalía General de la Nación adelanta una investigación por fraude procesal contra los promotores del referendo.

### Orden público
El 29 de mayo, la guerrilla de las Fuerzas Armadas Revolucionarias de Colombia-Ejército del Pueblo (FARC-EP) hizo un llamado a la abstención y protagonizó varios incidentes aislados en las zonas más convulsas, como los departamentos de Cauca y Caquetá. Al menos dos menores murieron en el Cauca cuando se registraron combates entre las FARC-EP y las Fuerzas Militares de Colombia; los guerrilleros lanzaron una bomba contra una vivienda en la población de El Plateado. En el departamento del Cauca, la caravana del general de la Policía Nacional de Colombia, Gustavo Adolfo Ricaurte, fue atacada con granadas y ráfagas de fusil por presuntos miembros de las FARC-EP, con el resultado de un escolta herido. En el departamento del Caquetá; dos soldados murieron y otros tres resultaron heridos al caer en un campo minado.
Las Fuerzas Militares y la Policía Nacional se mantuvieron en máxima alerta en todo el país, con el despliegue de más de 350.000 efectivos que buscaban contrarrestar cualquier intento de atentado por parte de las guerrillas.

### Controversias

#### Contratación de J. J. Rendón
Un mes antes de la primera vuelta, el candidato Juan Manuel Santos decidió cambiar de estratega de campaña y contrató al estratega político J.J. Rendón con quien ya había trabajado en Colombia pues fue el asesor de toda la estrategia de creación del Partido de la U en 2007, pero a su llegada causó revuelo en los medios de comunicación que lo señalaban como el rey de la propaganda negra, título peyorativo que Rendón ha rechazado e incluso demandado a quienes lo injurian o calumnian con esta frase. Por el contrario J.J. Rendón es reconocido por asociaciones, presidentes, mandatarios y estamentos políticos como uno de los estrategas políticos más importantes y respetados de Latinoamérica.
La estrategia que Rendón impuso en 40 días de campaña que tenía antes de la primera vuelta fue el rescate de los colores del Partido de la U, el aprovechamiento de todos los recursos, el mejoramiento de la relación entre la campaña y los medios de comunicación y modificó las propuestas del plan de gobierno basándose en las principales banderas programáticas del gobierno del presidente saliente Álvaro Uribe Vélez como la seguridad pero dando énfasis en la generación de empleo. Además triplicó el tiempo de trabajo por tres, creando 3 turnos de 8 horas entre todos los involucrados a la campaña.
Después del triunfo del Presidente Juan Manuel Santos, se realizó la "Gira de la Verdad" con la que visitaron junto a J.J. Rendón varias ciudades colombianas, reuniéndose con los medios de comunicación para dar todos los detalles pertinentes de cómo se realizó la campaña de Santos y así dar claridad a los temas controversiales que fueron motivo de cuestionamientos en los mismos medios informativos.

#### Declaraciones de Hugo Chávez
El 22 de abril de 2010, el candidato por el partido de la U, Juan Manuel Santos declaró «me siento orgulloso de haber tomado esa decisión y lo hice junto al presidente Uribe», con relación al bombardeo en Ecuador durante la operación Fénix y en la que murieron un grupo de guerrilleros, un ecuatoriano, estudiantes mexicanos de la UNAM y el jefe de la guerrilla de las FARC-EP, alias Raúl Reyes. Santos fue quien autorizó dicha operación como ministro de defensa y en la que se resultó controversial que las fuerzas militares colombianas hubieran invadido territorio ecuatoriano para atacar. El gobierno colombiano adujo inicialmente que había sido en legítima defensa ya que tenía información que las FARC se resguardaban en Ecuador para luego atacar en Colombia. La controversia desató la crisis diplomática de Colombia con Ecuador y Venezuela de 2008.
Tras las declaraciones de Santos, el presidente venezolano Hugo Chávez y miembros del gobierno ecuatoriano del presidente Rafael Correa refutaron las afirmaciones de Santos. En Ecuador se le reabrió expediente a Santos por ser autor de la incursión armada en territorio ecuatoriano y las muertes causadas, mientras que el presidente venezolano declaró que «si Santos era electo habría guerra» y que «Santos es una verdadera amenaza militar y para la estabilidad de la región: es una ficha del imperio yanqui».
Sobre los demás candidatos a las elecciones presidenciales, Chávez dijo que no conoce personalmente a Antanas Mockus «ni sus ideas ni sus propuestas»; sobre Noemí Sanín mencionó que era una «lideresa, una inteligente mujer», pero que no es su candidata. Mencionó la amistad con el candidato Gustavo Petro, pero reconoció que éste se ha deslindando públicamente de relacionarse con él, pero dijo que «si yo tuviera un candidato sería él, pero ya ven que no (...) espero que no se ponga bravo porque estoy hablando de él».
Ante las declaraciones de Hugo Chávez, el presidente Uribe dijo que eran "inaceptables" y las consideró en sus palabras como una «indebida injerencia en la política interna y el proceso democrático en Colombia». El presidente Chávez volvió a referirse al tema y dijo que no tenía ninguna preferencia por alguno de los candidatos.
Poco después, la Cancillería de Colombia emitió un comunicado:

Frente a recientes declaraciones de gobiernos vecinos, relacionadas con la campaña presidencial colombiana, el Gobierno se permite recordar que:

1. Su posición fue claramente fijada en días pasados por el señor Presidente de la República, Álvaro Uribe Vélez: 'En nosotros no existe ni puede existir la palabra guerra. Menos con hermanos y vecinos. Nuestro único interés es la reconstrucción total de las mejores relaciones con el Ecuador, Nación y Gobierno, con el cual estamos colaborando mutuamente y de manera positiva, para enfrentar el narcotráfico y el terrorismo, como tiene que ser con todos los pueblos. En el Consejo Comunitario de Cúcuta presenté agradecimientos a las autoridades de Venezuela por la captura y deportación de tres personas vinculadas a las bandas del narcotráfico y de la criminalidad en nuestro país. Nosotros lo que queremos es que eso se pueda hacer entre todos nuestros pueblos, para eliminar la criminalidad'.
2. El Gobierno de Colombia considera inaceptables las referencias que el Gobierno de Venezuela ha hecho sobre la campaña electoral colombiana, lo cual es una violación al principio básico universal de no intervención en los asuntos internos de otros países".

El 8 de mayo, el presidente Chávez volvió a referirse al candidato Santos diciendo que «reduciría a cero» el comercio con Colombia, si resulta elegido presidente el candidato oficialista, el exministro Juan Manuel Santos; «Ojalá que en Colombia haya un Gobierno decente y cuando digo decente creo que pudiera ser cualquiera de los demás candidatos, menos el señor Santos, el señor de la guerra, el 'pitiyanqui' número uno de Colombia (...) en verdad es un mafioso y con personas así olvídense los colombianos de unas relaciones con Venezuela como las existentes hasta mediados del año pasado». Uribe volvió a pedir respeto a la no intervención en los asuntos internos de Colombia, mientras que el candidato presidencial Gustavo Petro calificó las declaraciones de Chávez como "chantaje".
El 11 de mayo el Secretario General de la Organización de los Estados Americanos (OEA) José Miguel Insulza se refirió a las declaraciones del presidente venezolano y dijo que no había en ellas tintes de "intervención".
El 12 de mayo, los candidatos Santos y Mockus volvieron a rechazar la injerencia de Chávez en el proceso electoral colombiano. Al respecto, Mockus, candidato del partido verde dijo: «Comparto con el secretario general de la OEA la percepción de que el impacto [de las declaraciones de Chávez] no es muy grande. Sin embargo, me incomoda esa intervención y nos incomoda a todos los colombianos. Yo creo que a los venezolanos no les gustaría que en sus procesos electorales el presidente de Colombia o el presidente de otro país vecino, el presidente Lula u otro empezara a intervenir, a tratar de vetar a alguno de los candidatos».

#### Mensajes ofensivos contra Mockus
En el departamento del Meta, el empresario Carlos Manrique pagó 5 millones para que pusieran 4 vallas con mensajes ofensivos en contra del candidato presidencial Antanas Mockus. Estas vallas decían "Nos bajamos los pantalones y nos dan pu' el q'..., Vote Santos".
Mauricio Gutiérrez, directivo de la campaña de Antanas Mockus, no aceptó este hecho, y afirmó que estaba siendo intimidado y agredido; también declaró que había recibido llamadas intimidatorias en las que advierten que se cuide.

## Elecciones de partidos

### Candidatura Liberal
El 27 de septiembre se llevó a cabo la consulta del Partido Liberal, en la que Rafael Pardo fue elegido candidato presidencial.
|  | 37,7 % |

|  | 22,1 % |

|  | 20 % |

|  | 7,7 % |

|  | 4,9 % |

|  | 4,8 % |

|  | 2,5 % |

### Candidatura Polo Democrático
el 27 de septiembre de 2009 se llevó a cabo la consulta del Polo Democrático, en la que Gustavo Petro fue elegido candidato presidencial.
|  | 52 % |

|  | 46,7 % |

|  | 1,2 % |

### Candidatura Conservadora
El 15 de marzo de 2010 se llevó a cabo la consulta del Partido Conservador, en la que Noemí Sanín fue elegida candidata presidencial.
| Precandidato a presidente  | Votos     |
| -------------------------- | --------- |
| Marta Noemí Sanín Posada   | 1.118.090 |
| Andrés Felipe Arias Leiva  | 1.080.313 |
| Marta Lucía Ramírez Blanco | 315.486   |

### Candidatura Partido Verde
El 15 de marzo de 2010 se llevó a cabo la consulta del Partido Verde, en la que Antanas Mockus fue elegido candidato presidencial.
|  | 51.83 % |

|  | 30,82 % |

|  | 17,33 % |

## Candidatos oficiales para las elecciones

### Al cargo de presidente y vicepresidente
La siguiente es la lista de candidatos inscritos (según el orden del tarjetón electoral).
| Fórmula presidencial | Fórmula presidencial | Fórmula presidencial                                                                                                | Partido                             | Cargos públicos | Fórmula vicepresidencial | Fórmula vicepresidencial               | Cargos públicos |
| -------------------- | -------------------- | --- | ----------------------------------- | --- | ------------------------ | -------------------------------------- | --- |
|                      |                      | Jaime Araújo Rentería (54 años) Abogado Lema: Un sueño de progreso y dignidad                                       | Alianza Social Afrocolombiana       | - Magistrado de la Corte Constitucional de Colombia (2001-2009) |                          | Ana María Cabal Abogada                | |
|                      |                      | Róbinson Alexander Devia (36 años) Administrador de obras civiles Lema: A tí, te llegó la hora de gobernar Colombia | Movimiento La Voz de la Consciencia | |                          | Olga Lucía Taborda Psicóloga           | |
|                      |                      | Rafael Pardo (56 años) Economista Lema: Vamos a hacer una Colombia justa                                            |                                     | - Consejero Presidencial para La Paz (1988-1990) - Ministro de Defensa (1991-1994) - Senador de la República (2002-2006)                                                      |                          | Aníbal Gaviria (44 años) Administrador | - Gobernador de Antioquia (2004-2007) |
|                      |                      | Germán Vargas Lleras (48 años) Abogado Lema: Mejor es posible                                                       |                                     | - Concejal de Bogotá (1990-1993) - Senador de la República (1994-2008) - Presidente del Senado (2003-2004)                                                                    |                          | Elsa Noguera (37 años) Economista      | |
|                      |                      | Gustavo Petro (50 años) Economista Lema: El cambio seguro                                                           |                                     | - Representante a la Cámara por Cundinamarca (1991-1994) - Representante a la Cámara por Bogotá (1998-2006) - Senador de la República (2006-2010)                             |                          | Clara López (60 años) Economista       | - Concejal de Bogotá (1984-1986) - Auditora General de la República (2003-2005) - Secretaria de Gobierno de Bogotá (2008-2010)                                                                                  |
|                      |                      | Jairo Calderón Administrador Lema: Para erradicar el hambre y la pobreza                                            | Apertura Liberal                    | - Concejal de Bogotá (1998-2003) |                          | Jobanny Burbano                        | |
|                      |                      | Noemí Sanín (60 años) Abogada Lema: Ganas tú, gana Colombia                                                         |                                     | - Ministra de Comunicaciones (1983-1986) - Ministra de Relaciones Exteriores (1991-1994) - Embajadora ante España (2002-2007) - Embajadora de ante el Reino Unido (2007-2009) |                          | Luis Ernesto Mejía (46 años) Abogado   | - Ministro de Minas y Energía de Colombia (2002-2006) |
|                      |                      | Antanas Mockus (58 años) Filósofo Matemático Lema: La unión hace la fuerza                                          |                                     | - Rector de la Universidad Nacional de Colombia (1991-1993) - Alcalde de Bogotá (1995-1997) (2001-2003)                                                                       |                          | Sergio Fajardo (53 años) Matemático    | - Alcalde de Medellín (2004-2007) |
|                      |                      | Juan Manuel Santos (58 años) Economista Lema: Para seguir avanzando                                                 |                                     | - Ministro de Comercio Exterior (1991-1994) - Ministro de Hacienda y Crédito Público (2000-2002) - Ministro de Defensa (2006-2009)                                            |                          | Angelino Garzón (63 años) Abogado      | - Constituyente de la Asamblea Nacional (1991) - Ministro de Protección Social (2000-2002) - Gobernador del Valle del Cauca (2004-2007) - Embajador de Colombia ante las Naciones Unidas en Ginebra (2008-2009) |

### Apoyos políticos (Primera Vuelta)
La siguiente tabla resumen presenta los precandidatos que han anunciado públicamente sus candidaturas, los partidos instituidos o en formación legal y las coaliciones que los apoyan.
| Coalición       | Partido                      | Candidato (partido)       |
| --------------- | ---------------------------- | ------------------------- |
| Unidad Nacional | Partido de la U              | Juan Manuel Santos (PSUN) |
| --              | Alianza Verde                | Antanas Mockus (AV)       |
| --              | Partido Cambio Radical       | Germán Vargas Lleras (CЯ) |
| --              | Partido Liberal              | Rafael Pardo (PL)         |
| --              | Partido Conservador          | Noemí Sanín (PCC)         |
| --              | Polo Democrático Alternativo | Gustavo Petro (PDA)       |

### Apoyos políticos (Segunda Vuelta)
| Coalición       | Partido                      | Candidato (partido)       |
| --------------- | ---------------------------- | ------------------------- |
| Unidad Nacional | Partido de la U              | Juan Manuel Santos (PSUN) |
| Unidad Nacional | Partido Cambio Radical       | Juan Manuel Santos (PSUN) |
| Unidad Nacional | Partido Liberal              | Juan Manuel Santos (PSUN) |
| Unidad Nacional | Partido Conservador          | Juan Manuel Santos (PSUN) |
| --              | Alianza Verde                | Antanas Mockus (AV)       |
| --              | Polo Democrático Alternativo | Antanas Mockus (AV)       |

## Desarrollo

### Encuestas
Las encuestas presidenciales tenidas en cuenta son aquellas posteriores al fallo de la Corte Constitucional sobre el referendo reeleccionista y una vez los partidos Verde y Conservador escogieron a sus candidatos únicos a la presidencia.

#### Primera vuelta

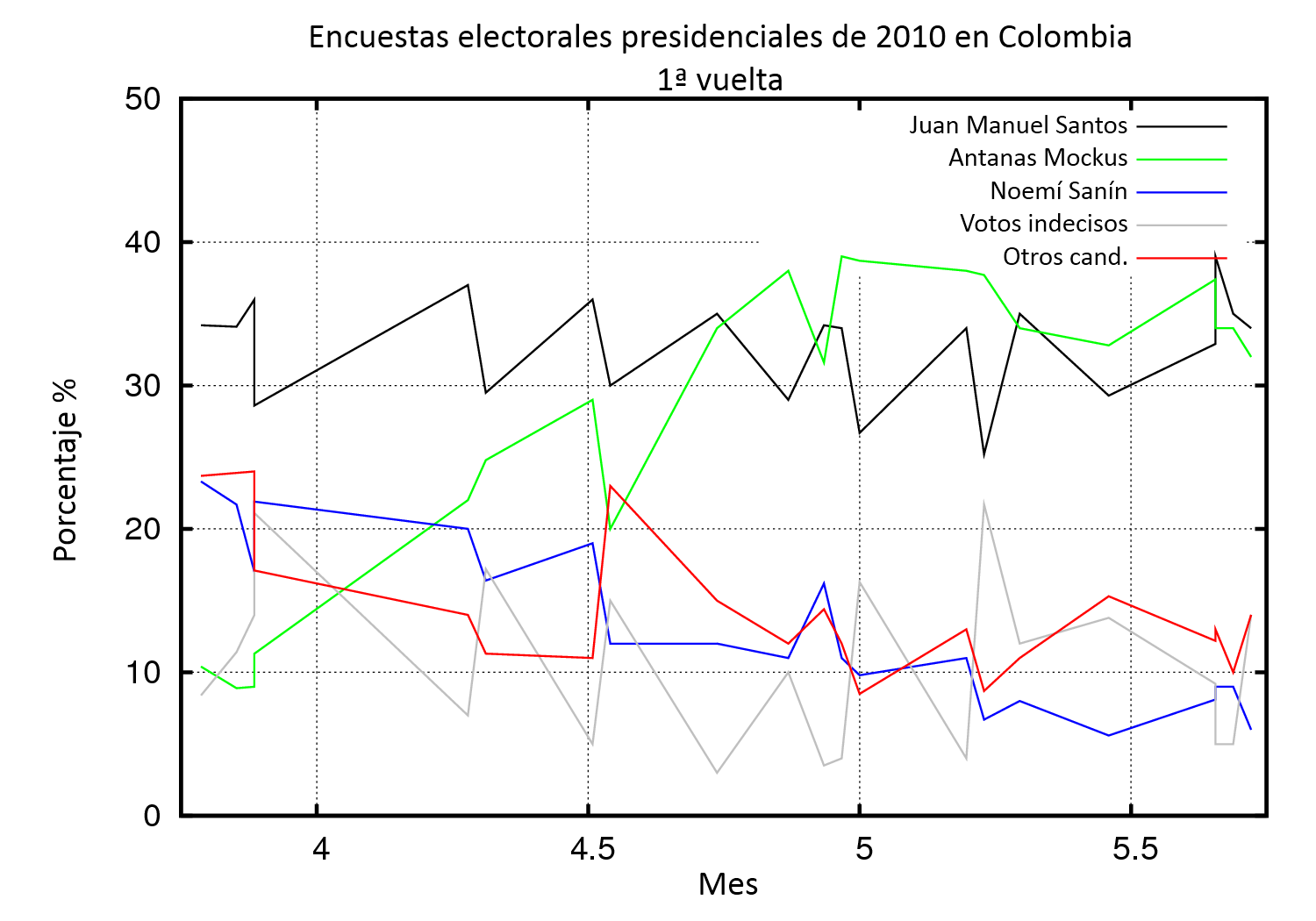
Diagrama de tendencia de las encuestas de opinión para la primera vuelta, a partir de los datos de las firmas encuestadoras.

#### Segunda vuelta: Mockus vs. Santos
| Fecha       | Consultor                      | Candidato          | Candidato      | Indecisos (Ns/Nr) En blanco | Fuente |
| Fecha       | Consultor                      | Juan Manuel Santos | Antanas Mockus | Indecisos (Ns/Nr) En blanco | Fuente |
| ----------- | ------------------------------ | ------------------ | -------------- | --------------------------- | ------ |
| 15 de abril | Centro Nacional de Consultoría | 49%                | 44%            | 7%                          | [ 38 ] |
| 16 de abril | Ipsos Napoleón Franco          | 45%                | 37%            | 18%                         | [ 39 ] |
| 22 de abril | Centro Nacional de Consultoría | 44%                | 50%            | 6%                          | [ 40 ] |
| 26 de abril | Ipsos Napoleón Franco          | 37%                | 50%            | 13%                         | [ 41 ] |
| 28 de abril | Invamer Gallup                 | 42.2%              | 47.9%          | 9.9%                        | [ 42 ] |
| 29 de abril | Centro Nacional de Consultoría | 42%                | 53%            | 5%                          | [ 43 ] |
| 30 de abril | Datexco                        | 29%                | 41.5%          | 29.5%                       | [ 44 ] |
| 6 de mayo   | Centro Nacional de Consultoría | 43%                | 50%            | 7%                          | [ 45 ] |
| 7 de mayo   | Datexco                        | 30.5%              | 52%            | 17.5%                       | [ 46 ] |
| 9 de mayo   | Ipsos Napoleón Franco          | 41%                | 48%            | 11%                         | [ 47 ] |
| 14 de mayo  | Datexco                        | 33.6%              | 47.9%          | 17.5%                       | [ 48 ] |
| 20 de mayo  | Universidad de Medellín        | 36.0%              | 41.4%          | 9%                          | [ 49 ] |
| 20 de mayo  | Centro Nacional de Consultoría | 47%                | 46%            | 6%                          | [ 50 ] |
| 21 de mayo  | Datexco                        | 44%                | 45%            | 11%                         | [ 51 ] |
| 22 de mayo  | Ipsos Napoleón Franco          | 40%                | 45%            | 15%                         | [ 52 ] |
| 3 de junio  | Centro Nacional de Consultoría | 61.6%              | 29.8%          | 5.8%                        | [ 53 ] |
| 10 de junio | Invamer Gallup                 | 66.5%              | 27.4%          | -                           | [ 54 ] |

### Expectativas
Según el Registrador Nacional del Estado Civil, Carlos Ariel Sánchez, Colombia realizaría la más alta votación de toda su historia, basándose en las estadísticas internas de la entidad, incluyendo cerca de 3'800.000 ciudadanos que ejercerían por primera vez el derecho al voto.
Sánchez agregó que se prepararon 71 777 mesas de votación en Colombia y 948 mesas adicionales en países extranjeros, para un total de 10 271 puestos de votación en el país y 196 en el exterior. El censo electoral para el año de 2010 fue de 29 983 279 ciudadanos, de los cuales 415 118 eran votantes residentes en el exterior. Podrían votar 14 404 508 hombres y 15 578 771 mujeres, para elegir 9 fórmulas distintas de candidatos; se repartieron un total de 30 806 000 tarjetas electorales, de las cuales había 86 000 adaptadas al sistema braille. Actuaron 500 mil jurados sorteados. Las elecciones tuvieron un coste en la primera vuelta de unos 100 mil millones de pesos colombianos y en la segunda, 95 mil millones. En comparación y durante las anteriores elecciones presidenciales de Colombia de 2006 (tiempo durante el cual el censo electoral era de 26 731 700), el presidente de la República fue elegido con 7 400 000 votos de un total de 12 041 737.
Sánchez aseguró previamente a la primera vuelta electoral que al menos el 95% de los resultados se conocerían a las 7:00 PM (UTC-5) y aseguró que se intentaría evitar la posibilidad de un ataque informático y subsecuentes demoras en el conteo, tal como ocurrió durante las elecciones legislativas de Colombia de 2010. La empresa "Sistemas y Computadores" fue sustituida para el conteo de votos por la empresa Une.

## Resultados

### 1.ª vuelta
Resultados del preconteo (boletín 49, 30/05/2010 20:13:51 UTC -5; 99,71% de las mesas escrutadas)
y del escrutinio oficial del Consejo Nacional Electoral (08/06/2010).
| Candidato a presidente         | Candidato vicepresidente               | Partido o movimiento                | Partido o movimiento                | Votos (%) (escrutinio oficial) |
| ------------------------------ | -------------------------------------- | ----------------------------------- | ----------------------------------- | ------------------------------ |
| Juan Manuel Santos Calderón    | Angelino Garzón Quintero               |                                     | Partido Social de Unidad Nacional   | 6.802.043 (46,67%)             |
| Antanas Mockus Šivickas        | Sergio Fajardo Valderrama              |                                     | Partido Verde                       | 3.134.222 (21,51%)             |
| Germán Vargas Lleras           | Elsa Margarita Noguera De la Espriella |                                     | Partido Cambio Radical              | 1.473.627 (10,11%)             |
| Gustavo Francisco Petro Urrego | Clara Eugenia López Obregón            |                                     | Polo Democrático Alternativo        | 1.331.267 (9,13%)              |
| Marta Noemí Sanín Posada       | Luis Ernesto Mejía Castro              |                                     | Partido Conservador Colombiano      | 893.819 (6,13%)                |
| Rafael Pardo Rueda             | Aníbal Gaviria Correa                  |                                     | Partido Liberal Colombiano          | 638.302 (4,38%)                |
| Róbinson Alexander Devia       | Olga Lucía Taborda                     | Movimiento La Voz de la Consciencia | Movimiento La Voz de la Consciencia | 31.338 (0,22%)                 |
| Jairo Calderón                 | Jobanny Burbano Cardona                | Partido Político Apertura Liberal   | Partido Político Apertura Liberal   | 29.151 (0,20%)                 |
| Jaime Araújo Rentería          | Ana María Cabal                        | Alianza Social Afrocolombiana       | Alianza Social Afrocolombiana       | 14.847 (0,10%)                 |
| Votos en blanco                | Votos en blanco                        | Votos en blanco                     | Votos en blanco                     | 223.977 (1,54%)                |
| Total de votos válidos         | Total de votos válidos                 | Total de votos válidos              | Total de votos válidos              | 14.573.593 (98,60%)            |
| Votos nulos                    | Votos nulos                            | Votos nulos                         | Votos nulos                         | 170.874                        |
| Tarjetas no marcadas           | Tarjetas no marcadas                   | Tarjetas no marcadas                | Tarjetas no marcadas                | 37.553                         |
| Total de votos escrutados      | Total de votos escrutados              | Total de votos escrutados           | Total de votos escrutados           | 14.781.020                     |

### Por departamento
| Amazonas           | 5 751     | 38,49% | 4 113   | 27,52% | 1 086   | 7,26%  | 1 344   | 8,99%  | 888     | 5,94%  | 1 408  | 9,42%  |
| Antioquia          | 860 424   | 45,44% | 395 390 | 20,88% | 255 049 | 13,47% | 71 477  | 3,77%  | 174 053 | 9,19%  | 82 792 | 4,37%  |
| Arauca             | 33 202    | 58,96% | 9 993   | 17,74% | 3 937   | 6,99%  | 4 306   | 7,64%  | 1 985   | 3,52%  | 1 349  | 2,39%  |
| Atlántico          | 190 425   | 37,40% | 76 626  | 15,05% | 66 412  | 13,04% | 118 381 | 23,25% | 26 656  | 5,23%  | 22 488 | 4,41%  |
| Bogotá             | 1 134 188 | 40,39% | 774 215 | 27,57% | 413 670 | 14,73% | 241 381 | 8,59%  | 122 209 | 4,35%  | 75 211 | 2,67%  |
| Bolívar            | 277 405   | 56,30% | 68 805  | 13,96% | 34 921  | 7,08%  | 82 138  | 16,67% | 10 885  | 2,20%  | 11 525 | 2,33%  |
| Boyacá             | 246 019   | 51,82% | 105 893 | 22,30% | 40 768  | 8,58%  | 23 131  | 4,87%  | 28 202  | 5,94%  | 22 381 | 4,71%  |
| Caldas             | 173 539   | 44,07% | 76 215  | 19,35% | 47 844  | 12,15% | 15 710  | 3,99%  | 49 572  | 12,59% | 20 021 | 5,08%  |
| Caquetá            | 53 360    | 59,16% | 15 659  | 17,36% | 3 743   | 4,15%  | 6 621   | 7,34%  | 3 718   | 4,12%  | 4 155  | 4,60%  |
| Casanare           | 96 767    | 75,35% | 15 909  | 12,38% | 6 951   | 5,41%  | 3 342   | 2,60%  | 1 458   | 1,13%  | 2 067  | 1,60%  |
| Cauca              | 124 572   | 35,99% | 98 846  | 28,55% | 12 449  | 3,59%  | 38 672  | 11,17% | 28 048  | 8,10%  | 33 497 | 9,67%  |
| Cesar              | 149 855   | 56,33% | 28 289  | 10,63% | 13 882  | 5,21%  | 53 002  | 19,92% | 8 018   | 3,01%  | 8 744  | 3,28%  |
| Chocó              | 45 413    | 52,33% | 23 607  | 27,20% | 2 265   | 2,61%  | 2 655   | 3,05%  | 4 681   | 5,39%  | 5 615  | 6,47%  |
| Consulados         | 63 014    | 60,13% | 30 753  | 29,34% | 4 429   | 4,22%  | 3 040   | 2,90%  | 1 737   | 1,65%  | 877    | 0,83%  |
| Córdoba            | 217 592   | 48,47% | 49 711  | 11,07% | 15 106  | 3,36%  | 76 269  | 16,99% | 17 322  | 3,85%  | 66 761 | 14,87% |
| Cundinamarca       | 510 936   | 57,23% | 148 181 | 16,59% | 81 145  | 9,09%  | 51 611  | 5,78%  | 57 988  | 6,49%  | 26 645 | 2,98%  |
| Guainía            | 3 207     | 49,14% | 1 507   | 23,09% | 940     | 14,40% | 289     | 4,42%  | 199     | 3,04%  | 253    | 3,87%  |
| Guaviare           | 10 490    | 56,16% | 4 361   | 23,34% | 564     | 3,01%  | 797     | 4,26%  | 1 379   | 7,38%  | 623    | 3,33%  |
| Huila              | 204 609   | 60,79% | 56 459  | 16,77% | 20 006  | 5,94%  | 19 471  | 5,78%  | 18 980  | 5,63%  | 10 560 | 3,13%  |
| La Guajira         | 61 395    | 44,32% | 29 826  | 21,53% | 4 807   | 3,47%  | 24 397  | 17,61% | 9 112   | 6,57%  | 6 996  | 5,05%  |
| Magdalena          | 184 844   | 56,71% | 37 398  | 11,47% | 15 230  | 4,67%  | 61 426  | 18,84% | 11 294  | 3,46%  | 9 469  | 2,90%  |
| Meta               | 184 182   | 61,88% | 53 079  | 17,83% | 26 439  | 8,88%  | 13 037  | 4,38%  | 9 384   | 3,15%  | 7 027  | 2,36%  |
| Nariño             | 135 931   | 31,46% | 119 773 | 27,72% | 26 576  | 6,15%  | 73 091  | 16,92% | 46 435  | 10,74% | 20 132 | 4,66%  |
| Norte de Santander | 246 723   | 54,13% | 88 506  | 19,41% | 43 191  | 9,47%  | 23 131  | 5,07%  | 27 753  | 6,08%  | 19 261 | 4,22%  |
| Putumayo           | 16 891    | 23,35% | 20 898  | 28,89% | 1 338   | 1,84%  | 19 371  | 26,78% | 5 202   | 7,19%  | 6 580  | 9,09%  |
| Quindío            | 103 960   | 48,63% | 48 108  | 22,50% | 23 301  | 10,89% | 10 677  | 4,99%  | 13 953  | 6,52%  | 8 583  | 4,01%  |
| Risaralda          | 171 715   | 48,33% | 79 622  | 22,41% | 35 928  | 10,11% | 14 827  | 4,17%  | 30 789  | 8,66%  | 13 313 | 3,74%  |
| San Andrés         | 6 313     | 51,55% | 3 464   | 28,28% | 557     | 4,54%  | 564     | 4,60%  | 478     | 3,90%  | 630    | 5,14%  |
| Santander          | 335 051   | 43,54% | 182 747 | 23,75% | 90 253  | 11,73% | 52 120  | 6,77%  | 40 467  | 5,25%  | 55 445 | 7,20%  |
| Sucre              | 146 074   | 54,53% | 23 247  | 8,67%  | 13 168  | 4,91%  | 66 253  | 24,73% | 6 440   | 2,40%  | 9 558  | 3,56%  |
| Tolima             | 284 543   | 58,61% | 80 113  | 16,50% | 34 873  | 7,18%  | 26 142  | 5,38%  | 25 122  | 5,17%  | 24 882 | 5,12%  |
| Valle del Cauca    | 515 799   | 37,82% | 379 646 | 27,84% | 131 904 | 9,67%  | 132 076 | 9,68%  | 108 712 | 7,97%  | 58 181 | 4,26%  |
| Vaupés             | 1 902     | 39,47% | 1 224   | 25,40% | 366     | 7,59%  | 258     | 5,35%  | 312     | 6,47%  | 678    | 14,07% |
| Vichada            | 5 952     | 60,09% | 2 039   | 20,58% | 529     | 5,34%  | 260     | 2,62%  | 388     | 3,91%  | 595    | 6,00%  |
| Fuente: El Tiempo  |           |        |         |        |         |        |         |        |         |        |        |        |

### 2.ª vuelta
Resultados del preconteo (boletín 38, 20/06/2010 19:20:50 UTC -5; 99,91% de las mesas escrutadas) y del escrutinio oficial del Consejo Nacional Electoral (25/06/2010).
|  | 69.05 % |

|  | 69.13 % |

|  | 27.52 % |

|  | 27.47 % |

|  | 3.41 % |

|  | 3.40 % |

|  | 1.49 % |

|  | 1.49 % |

|  | 0.74 % |

|  | 0.28 % |

### Por departamento
| Amazonas           | 8 028     | 56.00% | 5 990   | 41.78% | 317    | 2.21% |
| Antioquia          | 1 227 089 | 71.28% | 416 384 | 24.22% | 75 572 | 4.39% |
| Arauca             | 39 845    | 75.52% | 11 007  | 20.86% | 1 902  | 3.60% |
| Atlántico          | 288 274   | 68.74% | 114 930 | 27.32% | 17 375 | 4.13% |
| Bogotá             | 1 448 930 | 61.52% | 824 923 | 35.02% | 81 257 | 3.45% |
| Bolívar            | 348 019   | 77.04% | 90 630  | 20.06% | 13 055 | 2.89% |
| Boyacá             | 317 171   | 70.71% | 119 085 | 26.54% | 12 276 | 2.73% |
| Caldas             | 257 540   | 71.32% | 89 378  | 24.75% | 14 182 | 3.92% |
| Caquetá            | 63 481    | 75.08% | 17 728  | 26.96% | 3 331  | 3.94% |
| Casanare           | 103 769   | 84.58% | 16 749  | 13.65% | 2 168  | 1.76% |
| Cauca              | 170 766   | 57.60% | 114 544 | 38.63% | 11 129 | 3.75% |
| Cesar              | 188 529   | 78.69% | 41 214  | 17.20% | 9 823  | 4.10% |
| Chocó              | 60 288    | 70.48% | 22 669  | 26.50% | 2 575  | 3.01% |
| Consulados         | 69 357    | 74.17% | 23 086  | 24.69% | 1 059  | 1.13% |
| Córdoba            | 311 861   | 77.02% | 79 844  | 19.71% | 13 193 | 3.25% |
| Cundinamarca       | 614 875   | 76.61% | 166 271 | 20.71% | 21 356 | 2.66% |
| Guainía            | 4 237     | 66.78% | 1 972   | 31.08% | 135    | 2.12  |
| Guaviare           | 12 580    | 71.80% | 4 295   | 24.51% | 645    | 3.68% |
| Huila              | 252 367   | 77.44% | 65 673  | 20.15% | 7 822  | 2.40% |
| La Guajira         | 87 977    | 69.40% | 33 142  | 26.14% | 5 639  | 4.44% |
| Magdalena          | 226 377   | 77.03% | 56 694  | 19.29% | 10 807 | 3.67% |
| Meta               | 209 012   | 76.31% | 58 767  | 21.45% | 6 110  | 2.23% |
| Nariño             | 223 643   | 55.34% | 166 083 | 41.09% | 14 386 | 3.55% |
| Norte de Santander | 321 782   | 76.32% | 87 783  | 20.82% | 12 039 | 2.85% |
| Putumayo           | 27 865    | 40.46% | 37 949  | 55.11% | 3 042  | 4.41% |
| Quindío            | 141 311   | 70.28% | 53 178  | 26.44% | 6 567  | 3.26% |
| Risaralda          | 236 128   | 70.74% | 86 872  | 26.02% | 10 793 | 3.23% |
| San Andrés         | 7 665     | 70.49% | 2 938   | 27.02% | 270    | 2.48% |
| Santander          | 445 596   | 66.30% | 206 774 | 30.76% | 19 640 | 2.92% |
| Sucre              | 185 319   | 78.32% | 43 136  | 18.23% | 8 144  | 3.44% |
| Tolima             | 352 613   | 76.70% | 94 808  | 20.62% | 12 255 | 2.66% |
| Valle del Cauca    | 766 733   | 61.75% | 429 690 | 34.60% | 45 175 | 3.63% |
| Vaupés             | 2 925     | 63.51% | 1 629   | 35.37% | 51     | 1.10% |
| Vichada            | 6 991     | 74.89% | 2 160   | 23.13% | 184    | 1.97% |
| Fuente: El Tiempo  |           |        |         |        |        |       |